# لاوپهایم ۷۱۶۷
سیارک ۷۱۶۷ (به انگلیسی: 7167 Laupheim، نامگذاری:1985TD3) هفت هزار و صد و شصت و هفتمین سیارک کشف شده‌است که در ۱۲ اکتبر ۱۹۸۵ کشف شد.
قدر مطلق سیارک برابر ۱۲٫۳۰ است.